# Hustjärnen (Malungs socken, Dalarna)
Hustjärnen är en sjö i Malung-Sälens kommun i Dalarna och ingår i Göta älvs huvudavrinningsområde. Sjön har en area på 0,198 kvadratkilometer och ligger 302,2 meter över havet.

## Delavrinningsområde
Hustjärnen ingår i det delavrinningsområde (668973-138872) som SMHI kallar för KarQ-punkt. Medelhöjden är 315 meter över havet och ytan är 14,69 kvadratkilometer. Räknas de 17 avrinningsområdena uppströms in blir den ackumulerade arean 381,99 kvadratkilometer. Årosälven (Uvan) som avvattnar avrinningsområdet har biflödesordning 2, vilket innebär att vattnet flödar genom totalt 2 vattendrag innan det når havet efter 389 kilometer. Avrinningsområdet består mestadels av skog (82 procent) och sankmarker (15 procent). Avrinningsområdet har 0,2 kvadratkilometer vattenytor vilket ger det en sjöprocent på 1,3 procent.